# Thecla orocana
Thecla orocana är en fjärilsart som beskrevs av Druce 1912. Thecla orocana ingår i släktet Thecla och familjen juvelvingar. Inga underarter finns listade i Catalogue of Life.